# 陈少荣 (1968年)
陈少荣（1968年11月—），男，汉族，广东陆丰人，中华人民共和国政治人物。1991年7月参加工作，1993年11月加入中国共产党。现任中共韶关市委书记、韶关市人大常委会主任。

## 简历
曾任中共汕尾市纪委信访室主任、汕尾市纪委常委、汕尾市纪委副书记。2010年4月，任中共汕尾市城区委副书记、汕尾市城区人民政府区长。2011年9月，任中共汕尾市城区委书记，同年11月当选为汕尾市城区人大常委会主任，同年12月当选为中共汕尾市委常委。2016年12月，任中共汕尾市委副书记、政法委书记。
2020年9月，任中共韶关市委副书记、韶关市人民政府市长。2022年8月，任中共韶关市委书记，9月当选为韶关市人大常委会主任。